# Avello
Avello is een Spaans historisch merk van motorfietsen. Het produceerde in licentie motorfietsen van MV Agusta en later van Puch.
De bedrijfsnaam was: Avello y Compañía SL, Gijón
De Baskische ingenieur Alfredo Avello kocht in 1940 een bestaande fabriek in Gijón, waar machines en werktuigmachines werden geproduceerd. In juni 1940 ging Avello deze machines onder eigen naam maken.

## MV Avello
MV Agusta liet sinds 1949 haar lichte motorfietsjes voor de Spaanse markt in licentie bouwen door de Fabrica Nacional de Motociletas in Barcelona, waar ze als MV Alpha werden geproduceerd. Tijdens een race in Gijón wist Avello de Spaanse vertegenwoordigers van MV Agusta te overtuigen om die productie over te brengen naar zijn eigen fabriek. In 1951 verscheen de eerste motorfiets, een 125cc-tweetakt. MV Agusta raakte meer betrokken en er werden speciale 125- en 150cc-motortjes ontwikkeld, die verkocht werden als MV Avello. Graaf Domenico Agusta ondersteunde het kleine bedrijfje zelfs door in 1955 zijn fabriekscoureurs Remo Venturi (125 cc) en Carlo Bandirola (500 cc) in het Spaanse nationale kampioenschap en in een race in Gijón te laten starten. In 1956 verviel de naam MV Avello en werden ook de Spaanse machines als MV Agusta verkocht.
In 1961 breidde Avello zijn productie uit met onderdelen voor de automerken Authi, Barreiros en Renault en de productie van Vespa-scooters. In 1966 was de fabriek gegroeid tot 22.000 vierkante meter, waarvan 12.000 vierkante meter bestond uit twee of drie verdiepingen. Er waren 350 werknemers.

## Puch Avello
Begin jaren zeventig, toen MV Agusta steeds meer zwaardere viertakten ging bouwen, maakte Avello zich los van MV Agusta om motorfietsen meer gericht op de Spaanse markt te kunnen bouwen (lichte tweetaktjes). Daarom nam men contact op met Steyr-Daimler-Puch om Puch-motorfietsen in licentie te gaan bouwen. In maart 1970 werd het aandelenkapitaal verhoogd toen Steyr-Daimler-Puch 50% van het bedrijf overnam. De eerste 1.525 Puch Avello's verschenen al in 1970 en de productie liep door tot 1979, toen de productie was gestegen toto 41.643 exemplaren. In 1978 had Puch het hele bedrijf overgenomen. Hoewel de verkopen goed gingen, leed het bedrijf in 1982-1983 een verlies van 200 miljoen pesetas. Steyr-Daimler-Puch verkocht haar motorfietsproductie aan Piaggio.

## Suzuki
In 1982 had Puch al een technische overeenkomst gesloten met Suzuki, dat in 1984 36% van het bedrijf overnam voor 500 miljoen pesetas. Daar kwamen de Spaanse fabrieken van Derbi, Vespa en Lambretta tegen in verweer. Zij boden het bedrijf aan om onderdelen voor hun eigen producten te gaan maken. In 1988 kocht Suzuki alle aandelen op en werd het de enige eigenaar van Avello. De naam veranderde toen in Suzuki Motor España. Enkele jaren later werd de productie verplaatst naar Porceyo, een andere wijk van Gijón. In 2012 werd die fabriek gesloten.